# Bougainvillia longistyla
Bougainvillia longistyla är en nässeldjursart som beskrevs av Xu och Huang 2004. Bougainvillia longistyla ingår i släktet Bougainvillia och familjen Bougainvilliidae. Inga underarter finns listade i Catalogue of Life.